# Epitélio cúbico estratificado

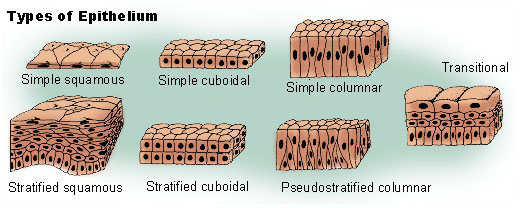
Tipos de epitélio.

Epitélio cúbico estratificado é um epitélio cúbico composto somente por diversas camadas de células.